# Parhexapodibius pilatoi
Parhexapodibius pilatoi är en djurart som tillhör fylumet trögkrypare, och som först beskrevs av Bernard 1977.  Parhexapodibius pilatoi ingår i släktet Parhexapodibius och familjen Calohypsibiidae. Inga underarter finns listade i Catalogue of Life.